# 제임스 레슈어
제임스 레슈어(James Lesure, 1972년 10월 21일 ~ )는 미국의 배우이다.

## 출연 작품
- 엉클 벅 (2015)
- 맨 앳 워크 시즌2 (2013)
- 맨 앳 워크 시즌1 (2012)
- 파이어 위드 파이어 (2012)
- 미스터 선샤인 (2011)
- 링 2 (2005)
- 라스베가스 (2003)
- 더 조니 크로니클즈 (2002)
- 크림슨 타이드 (1995)